# رافی گراورن
رافی گراورون (به انگلیسی: Rafi Gavron) (زاده ۲۴ ژوئن ۱۹۸۹) بازیگر انگلیسی است. از فیلم‌های معروف او می‌توان به بازی در فیلم سلست و جس برای همیشه ، اینکهارت و نور سرد روز اشاره کرد.